# Édouard Hentsch

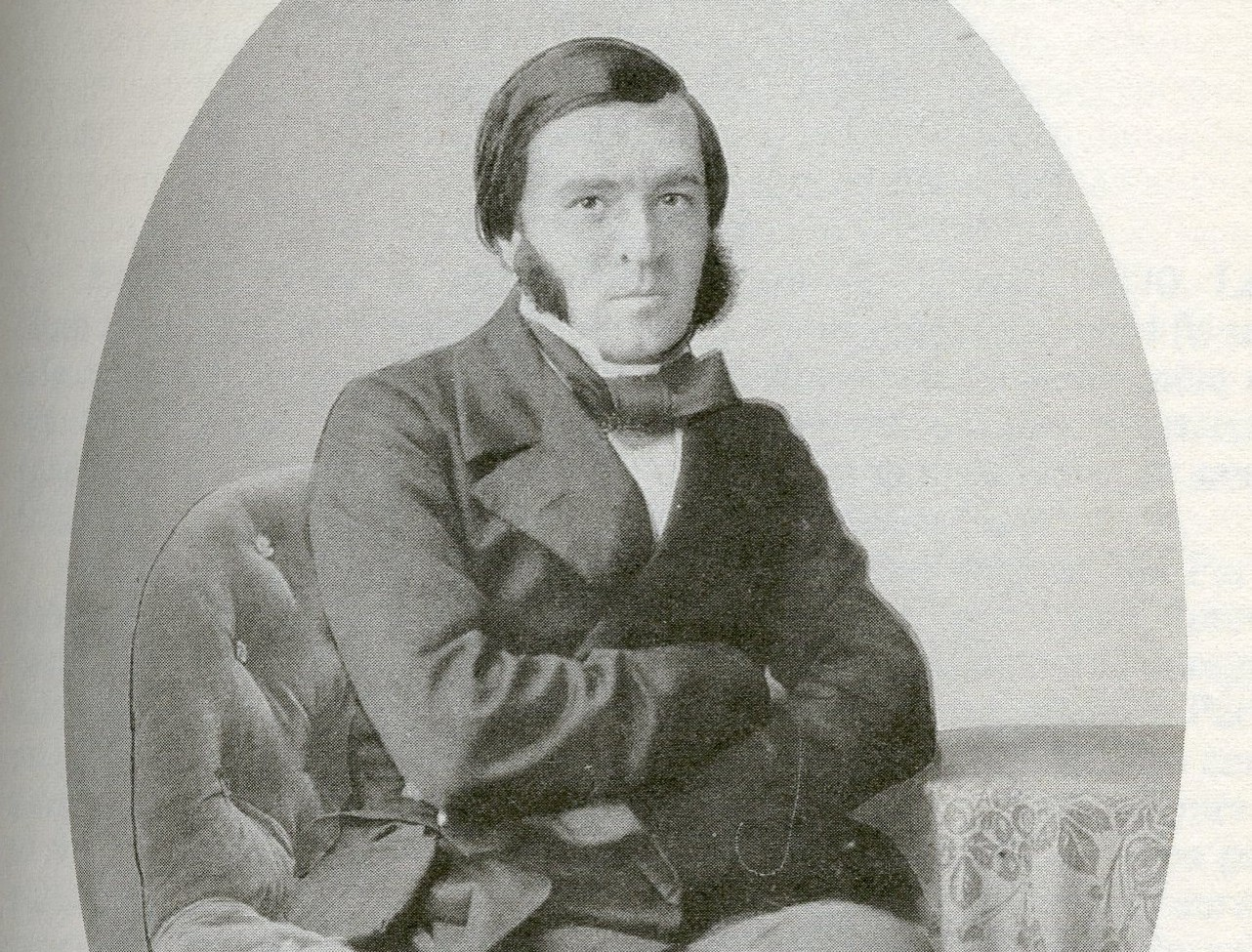
Édouard Hentsch

Edouard Hentsch (10/7/1829, Sécheron - 10/10/1892, Paris) là một chủ nhà băng người Thụy Sĩ.

## Tiểu sử
Xuất thân từ gia đình của chủ nhà băng nổi tiếng, cháu của chủ nhà băng Henri Hentsch; Edouard Hentsch được gia đình gửi đến London (Anh) để học tập về kinh doanh và ngân hàng. Là hội viên của nhà băng Hentsch, ông leo lên chức Giám đốc ngân hàng Comptoir national d'escompte de Paris.
Năm 1863 - 1864, ông thành lập liên tiếp hai ngân hàng tại Paris: ngân hàng Bank of Credit and Deposit of the Netherlands (1863) và ngân hàng Société Générale (1864). Ông trở thành cổ đông đắc lực của chủ nhà băng Pháp là Alfred André trong việc quản lý Evian Mineral Water Company. Năm 1872, ông tiến hành hợp nhất ngân hàng Credit and Deposits du Pays-Bas với ngân hàng Paris - Netherlands trở thành ngân hàng chung:  Banque de Paris and the Netherlands, do ông là Giám đốc đầu tiên.
Ông trở thành Giám đốc đầu tiên của Ngân hàng Đông Dương từ năm 1875 đến năm 1889
Noi theo Copper Crash, ông tiếp tục cống hiến về lĩnh vực quản trị và giám đốc chuỗi ngân hàng cho đến khi mất.